# Riduzione in tempo polinomiale
Un linguaggio A si dice riducibile in tempo polinomiale al linguaggio B (denotato con {\displaystyle A\leq _{P}B}), se esiste una funzione calcolabile f in tempo polinomiale che permetta di convertire istanze del problema di A in istanze di B, tale che {\displaystyle w\in A\leftrightarrow f(w)\in B}. 
Questa definizione è molto usata nella teoria della complessità computazionale in quanto se un problema A è riducibile in tempo polinomiale a B allora soluzioni polinomiali di B possono essere usate per risolvere polinomialmente anche A, dato che la composizione di polinomi rimane polinomiale.
Nello specifico con il termine "funzione calcolabile in tempo polinomiale" s'intende una funzione {\displaystyle f:\Sigma ^{*}\rightarrow \Sigma ^{*}} risolvibile da una macchina di Turing di tempo polinomiale M arrestandosi con soltanto {\displaystyle f(w)} sul nastro, dopo aver iniziato con qualsiasi w in input.